# 조엘 폴리스
조엘 폴리스(Joel Polis, 1951년 10월 3일 ~ )는 미국의 배우이다. 

## 출연 작품

### 영화
- 폴른 엔젤 (2006년)
- 에이리언 헌터 (2003년)
- 어트랙션(스페인어판) (2000년)
- 테크노 킬러 (1996년)
- 다크 엔젤 (1996, Dark Angel)
- 이별 파티 (1996년)
- 시리얼 킬러 (1995년)
- 나의 푸른 하늘 (1990년)
- 후계자 (1990년)
- 암흑의 차이나타운 (1989년)
- 슈퍼 탱크 작전 (1984년)
- 괴물 (1982년) - 퓨크스 역

### 텔레비전
- 치어스 (1985-90)
- 에이리언 네이션 - TV 시리즈 (1989-90, Alien Nation)
- 시카고 메디컬 (1996-2000)